# Clubbing TV
«Clubbing TV» — французский музыкальный телеканал, посвящённый электронной музыке, диджеям и культуре танцевальной музыки.

## История
Телеканал был запущен 19 января 2009 года по случаю открытия 43-го издания крупнейшей музыкальной выставки MIDEM в Каннах. Идея возникла на встрече профессионалов из танцевальной музыки, международных диджеев, промоутеров и менеджеров крупнейших лейблов.
Clubbing TV является партнёром крупнейших фестивалей и конференций электронной музыки таких как Amsterdam Dance Event, Winter Music Conference in Miami (WMC), Ibiza International Music Summit, Time Warp Festival, I Love Techno, Tomorrowland, Exit Festival. Он также является партнёром организации Bridges for Music объединяющий крупнейших игроков музыкальной индустрии с целью проведения совместной социальной работы по всему миру.
В России телеканал был запущен 1 августа 2017 года. 
20 июня 2023 года телеканал объявил о прекращении вещания на территории России, однако по состоянию на 2025 год, вещание продолжается.